# Apus alexandri
Стриж Александра, или Стриж Александрова, или Кабовердский стриж (Apus alexandri) — вид птиц из семейства стрижиных. Обитают только на Кабо-Верде, где являются обычным видом (охранный статус, присвоенный виду МСОП — LC). Видовой эпитет дан в честь английского орнитолога Бойда Александера, возглавившего две экспедиции на острова Кабо-Верде в 1897 году.

## Описание
Длина 13 см, размах крыльев — 34—35. Оперение от тёмно-серого до коричневого.

## Биология
Питаются насекомыми, которых ловят на лету. Яйца белые, в кладке их два. Птицы живут в одних и тех же местах, не совершая миграций.